# Myiagra atra
El monarca de Biak  (Myiagra atra) es una especie de ave paseriforme de la familia Monarchidae.

## Distribución geográfica y hábitat
Es endémica de las islas Biak, Numfor y Supiori (Nueva Guinea Occidental, Indonesia). Sus hábitats naturales son los bosques bajos húmedos tropicales y los manglares tropicales.
Se encuentra amenazada por pérdida de hábitat.